# Enrico Cecchetti
Enrico Cecchetti (Roma, Italia, 21 de junio de 1850 - Milán, Italia, 13 de noviembre de 1928) fue un maestro de ballet, bailarín y coreógrafo italiano, creador del método que lleva su nombre «Método Cecchetti» y uno de los coreógrafos de la obra Cenicienta (Cinderella (Fitinhof-Schell)).
Era hijo de dos bailarines (Cesare Cecchetti y Serafina Casagli) y nació en la sala de vestuario del Teatro Tordinona en Roma.
Después de una ilustre carrera como bailarín en Europa, se fue a bailar para el Ballet Imperial Ruso de San Petersburgo, donde perfeccionó aún más sus habilidades. Cecchetti fue elogiado por la agilidad y fuerza de sus actuaciones, así como las habilidades técnicas de su danza. En 1888, fue ampliamente reconocido como el bailarín más virtuoso del mundo.
Después de una muy reconocida carrera en Rusia, con papeles como el Pájaro Azul o la bruja Carabosse en La Bella Durmiente (obra maestra de Petipa), se pasó a la enseñanza. Algunos de sus estudiantes se convirtieron en bailarines notables del Ballet Imperial Ruso, como: Anna Pávlova, Léonide Massine y Vaslav Nijinsky.
Maestro de ballet en el Gran Teatro Imperial de San Petersburgo, preservó la tradición del ballet clásico en la que introdujo elementos acrobáticos. Entre sus discípulos estuvieron Serguéi Diáguilev, Serge Lifar, Alicia Markova, los ya mencionados Léonide Massine y Vaslav Nijinsky; y Liubov Yegórova.